# Рикардо Роси
Рикардо Роси (на италиански: Riccardo Rossi) е италиански актьор, телевизионно лице, комик и телевизионен водещ, роден през 1962 г. в Рим.

## Биография
Започва кариерата си с участие в игралния филм College през 1984 г., последван от игралните филми Mamma Ebe през 1985 г. и Fandi magazzini през 1986 г. По телевизията се появява и в много реклами, като тази на шоколадовите бонбони „Бачи Перуджина“, на водата „Ферареле“ заедно с Наташа Хоуви и е рекламно лице заедно с Федерика Пелегрини на електрическата компания „Енел Енерджия“. Известен е с това, че играе ролята на Мацоки в телевизионния сериал по Italia 1 I ragazzi della 3ª C около 1986-1987 г. Също започва своята телевизионна кариера, като участва в тв младежко предаване Non è la Rai, в който играе Пепеляшка, във Forum и Buona Domenica – теелвизионни програми от 90-те години, излъчвани в мрежите на частната компания на Берлускони „Медиасет“. Освен всичко друго продължава филмовата си кариера, като участва в няколко филма, като SPQR - 2000 e ½ anni fa през 1994 г. Също така участва в програмата по Rai 2 Nessundorma като водещ заедно с Паола Кортелези. През 2003 г. води Assolo – програма по LA7, посветена на комедиантите. По-късно той също води контактите с външни лица в спортното предаване Quelli che il calcio по Rai 2.
В театъра пише и изпълнява монолозите на Pagine Rossi и продължението La più bella serata della vostra vita. Книгата му Pagine Rossi. Manuale di sopravvivenza urbana („Страници Роси“. Наръчник за градско оцеляване“), публикувана през 2004 г. от изд. „Мондадори“, се основава на тези предавания. Сред другите му участия в телевизионни предавания са Per fortuna che c'è Riccardo от 2006 г., в което разказва за датите, променили историята на света, и Stasera a casa Rossi от 2010 г., където всяка вечер има различен гост, с когото си припомня анекдоти от миналото, като поставя някои от най-успешните си творби. Между 2008 г. и 2009 г. е редовен гост в радиопрограмата Gli Spostati на Rai Radio 2 с „Gazzettino di Rossi“.
Той е един от авторите на италианския шоумен Фиорело и участва като редовен гост във Fiorello Show, излъчвано по Sky Uno през 2009-2010 г. След това продължава кариерата си като водещ, а през 2010 г. заменя Масимилиано Осини като водещ на викторината Sei più bravo di un ragazzino di 5ª?, излъчвана по Cielo. От 2010 г. до 2014 г. е в телевизионната програма Cuochi e fiamme по LA7d с водеща Симоне Руджати, част от журито заедно с кулинарната критичка Фиамета Фада и кулинарната блогърка Киара Мачи. През 2011 г. води Conosco un posticino – програма по Dove TV за туристическите и гастрономически атракции на различните региони на Италия. През 2014 г. пише, участва и режисира първия си филм La prima volta (di mia figlia). В театъра пише и изпълнява от 2014 г. L'amore è un gambero и от 2017 г. That's Life. последван от “W le donne”, която право тур в Италия. От октомври 2019 г. води тв предаване Battute? в късните вечерни часове по Rai 2. Създава и води за Sky, а след това и за Rai предаването "I miei vinili", изцяло посветено на слушане на музика на дългосвиреща плоча. През 2022 г. участва в третото издание на Il cantante mascherato с маската на хамелеон, като се класира трети.

## Филмография

### Актьор

#### Кино
- College, реж. Кастелано и Пиполо (1984)
- Mamma Ebe, реж. Карло Лицани (1985)
- Grandi magazzini, реж. Кастелано и Пиполо (1986)
- Italian Fast Food, реж. Лодовико Гаспарини (1986)
- A cena col vampiro, реж. Ламберто Бава (1986)
- Quelli del casco, реж. Лучано Салче (1987)
- Le finte bionde, реж. Карло Ванцина (1989)
- Americano rosso, реж. Алесандро Д'Алатри (1990)
- Agosto, реж. Масимо Спано (1992)
- Volevamo essere gli U2, реж. Андреа Барцини (1992)
- Piccolo grande amore, реж. Карло Ванцина (1993)
- Un mese al lago, реж. Джон Ървин (1994)
- Cronaca di un amore violato, реж. Джакомо Батиато (1994)
- S.P.Q.R. - 2000 e ½ anni fa, реж. Карло Ванцина (1994)
- Un delitto esemplare, реж. Пиер Белони (1995)
- Uomini senza donne, реж. Анджело Лонгони (1996)
- L'ultimo capodanno, реж. Марко Ризи (1998)
- Dio c'è, реж. Алфредо Арчиеро (1998)
- Il padrone parla francese, реж. Жером Леви (1999)
- Il grande botto, реж. Леоне Помпучи (2000)
- Nemmeno in un sogno, реж. Джанлука Греко (2001)
- Passo a due, реж. Андреа Барцини (2005)
- Notte prima degli esami - Oggi, реж. Фаусто Брици (2007)
- Come tu mi vuoi, реж. Волфанго Де Биази (2007)
- Un'estate al mare, реж. Карло Ванцина (2008)
- Scusa ma ti chiamo amore, реж. Федерико Моча (2008)
- Tutto l'amore del mondo, реж. Рикардо Гранди (2010)
- Nessuno mi può giudicare, реж. Масимилиано Бруно (2011)
- Un matrimonio da favola, реж. Карло Ванцина (2014)
- La prima volta (di mia figlia), реж. Рикардо Роси (2015)
- Forever Young, реж. Фаусто Брици (2016)
- Natale a 5 stelle, реж. Марко Ризи (2018)
- Lockdown all'italiana, реж. Енрико Ванцина (2020)

#### Телевизия
- I ragazzi della 3ª C – тв сериал TV, 8 епизода (1986-1987)
- A cena col vampiro, реж. Ламберто Бава, тв филм (1988)
- Il vizio di vivere, реж. Дино Ризи, тв филм (1988)
- Il vigile urbano – тв сериал (1989-1990)
- Don Matteo – тв сериал, 2 епизода (2001; 2003)
- Note d'amore, реж., Даниеле Лукети (2002)
- Tutti pazzi per amore – тв сериал, 2 епизода (2008)
- Un medico in famiglia – тв сериал, 3 епизода (2011)
- Notte prima degli esami '82, реж. Елизабета Маркети, тв минисериал (2011)

### Режисьор
- La prima volta (di mia figlia) (2015)

## Телевизия
- Non è la Rai (Canale 5, Italia 1, 1992-1993)
- A tutto Disney (Canale 5, 1993-1994)
- Mixer Caro diario (Rai 2, 1994)
- Tivvùcumprà (Rai 3, 1995)
- Fiori d'arancio a Non è la Rai (Italia 1, 1995)
- Buona Domenica (Canale 5, 1995-1996)
- La testata (Rai 3, 1996)
- Forum di sera (Rete 4, 1996-1997)
- Forum (Canale 5, 1996-1999)
- Carràmba che fortuna (Rai 1, 1998-2000)
- Segreti e bugie (Rai 1, 1999)
- Libero (Rai 2, 2001)
- Assolo (LA7, 2003)
- Braccia rubate all'agricoltura (Rai 3, 2003)
- Nessundorma (Rai 2, 2004)
- Fiorello Show (Sky Uno, 2009) - постоянен гост и автор
- Sei più bravo di un ragazzino di 5ª? (Cielo, 2010)
- Conosco un posticino (Dove TV, 2010)
- Cuochi e fiamme (LA7d, 2011-2014, 2017) - жури
- Edicola Fiore (Sky Uno, 2016) - постоянен гост
- I miei vinili (Sky Uno, 2017-2018; Rai 3, 2018-2019)
- Soliti ignoti - Il ritorno (Rai 1, dal 2018) - гост конкурент
- Battute? (Rai 2, 2019)
- AmaSanremo (Rai 1, 2020)
- Una pezza di Lundini (Rai 2, 2020)
- Il cantante mascherato 3 (Rai 1, 2022) - конкурент
- Only Fun – Comico Show (Nove, 2022)
- I vinili di... (Rai 1, 2024)

## Радио
- Chiamami aquila (Rai Radio 2, 2007)
- Vice Radio2 (Rai Radio 2, 25 април 2007)
- Gli spostati (Rai Radio 2, 2008-2009)

## Реклама
- Baci Perugina (1986)
- Audi 80 (1988)
- Ferrarelle (1994-2000)
- Yoplait
- Topolino
- Enel Energia

## Творби
- Pagine Rossi. Manuale di sopravvivenza urbana.   Segrate, Mondadori, 2004. ISBN 978-88-045-2744-2.
- Alla mia età. Riflessioni di un comico sentimentale.   Milano, Dalai Editore, 2010. ISBN 978-88-607-3719-9.
- Così Rossi che più Rossi non si può.   Cairo Publishing, 2017. ISBN 978-88-605-2781-3.

|  | Тази страница частично или изцяло представлява превод на страницата Riccardo Rossi (attore) в Уикипедия на италиански. Оригиналният текст, както и този превод, са защитени от Лиценза „Криейтив Комънс – Признание – Споделяне на споделеното“, а за съдържание, създадено преди юни 2009 година – от Лиценза за свободна документация на ГНУ. Прегледайте историята на редакциите на оригиналната страница, както и на преводната страница, за да видите списъка на съавторите. ВАЖНО: Този шаблон се отнася единствено до авторските права върху съдържанието на статията. Добавянето му не отменя изискването да се посочват конкретни източници на твърденията, които да бъдат благонадеждни. |